# Жослен III (граф Едеси)
Жослен III де Куртене (фр. Josselin III de Courtenay; між 1134 та 1139 — між 1190 та 1200) — державний та військовий діяч Єрусалимського королівства, титулярний граф Едеси.

## Життєпис
Походив з Першої династії Куртене. Син Жослена II, графа Едеси, та Бестріс де Саон. Стосовно дати народження існують розбіжності: за різними відомостями це сталося 1134, 1135 або 1139 року. Втім вже 1144 року гарфство Едеса була захоплена загонами атабека Нур ад-Діна. Надалі рештки було продано Антіохійському князівству.
1150 року після смерті батька успадкував титул графа Едеси. На той час Жослен III перебував на службі в єрусалимського короля Аморі I. 1156 року стає маршалом королівства. 1164 року брав участь у битві біля Харімі, де хрестоносці зазнали поразки, а Жослен потрапив у полон. Звільнився лише 1176 року за викуп у 50 тис. динарів.
По поверненню до Єрусалиму отримує посаду сенешаля. Завдяки підтримці небожа — короля Балдуїна IV доволі швидко збагатився, заснував нову сеньйорію Єрусалимського королівства поблизу Акри, що отримала назву сеньйорія Жослен. Також оженився на представниці впливового роду де Міллі.
1180 року був посланцем до Візантійської імперії. 1185 року після смерті короля став опікуном нового короля Балдуїна V, а регентом — Раймунд III, граф Триполі. Разом з останнім Жослен де Куртене вступив у суперечку за владу з небогою Сибілою та її чоловіком Гі де Лузіньяном.
1186 року після смерті Балдуїна V не особливо протидіяв коронації Сибіли. Невдовзі надав підтримку Гі де Лузіньяну. Натомість отримав замки Шатель-Ньоф та Торон. 1187 року у битві на Рогах Хаттіна разом з Баліаном ІІ д'Ібеліном керував ар'єргардом християнської армії. Втім зміг врятуватися після поразки, втекти до Тіру. 1189 року доєднався до учасників Третього хрестового походу під час облоги Акри.
Остання згадка про Жослена III сягає 1190 року. За різними відомостями він помер або загинув 1191 або 1200 року.

## Родина
Дружина — Агнес, донька генріха де Міллі, сеньйора Петри
Діти:
- Беатріса (д/н—після 1245), дружина графа Отто фон Ботенлаубена
- Агнес (д/н—після 1200), дружина вільгельма дела Амондолеа, синьйора Скандаліона